# Der Kroatien-Krimi: Messer am Hals
Messer am Hals ist ein deutscher Kriminalfilm von Michael Kreindl aus dem Jahr 2018. Es handelt sich um den vierten Filmbeitrag zur ARD-Kriminalfilmreihe Der Kroatien-Krimi mit Neda Rahmanian und Lenn Kudrjawizki in den Hauptrollen. Die Erstausstrahlung erfolgte am 1. Februar 2018 im Rahmen des Donnerstags-Krimis zur Hauptsendezeit auf Das Erste.

## Handlung
Kommissarin Branka Marić und Kommissar Emil Perica müssen in ihrem vierten gemeinsamen Fall den Überfall auf den umstrittenen Bürgermeister-Kandidaten Ivica Strugar aufklären. Dabei wurde ein Angreifer Strugar in Notwehr erschossen, der zweite konnte entkommen. Bei den Ermittlung stellen Marić und Perica fest, dass der Grund für den Überfall in Strugars Vergangenheit liegt. Ivica Strugar hat im Sozialismus als Aufseher in einem Waisenhaus gearbeitet, wo er kleine Jungen sexuell misshandelte.

## Produktionsnotizen
Die Dreharbeiten für Messer am Hals erstreckten sich zeitgleich mit der vorhergehenden Episode Mord auf Vis vom 29. März 2017 bis zum 29. Mai 2017 und fanden in der Hafenstadt Split und weiteren Schauplätzen in Kroatien statt.